# الحقل (فلم)
الحقل (بالإنجليزية: The Field) هو فيلم دراما أيرلندي صدر عام 1990، من تأليف وإخراج جيم شيريدان وبطولة: ريتشارد هاريس، جون هرت، شون بين، بريندا فريكر وتوم بيرينجر.

## روابط خارجية
- مقالات تستعمل روابط فنية بلا صلة مع ويكي بيانات